# Сассун, Зигфрид
Зигфрид Лорейн Сассун (англ. Siegfried Loraine Sassoon, 8 сентября 1886, Мэнфилд (Кент), Англия — 1 сентября 1967, Хэйтсбери (Уилтшир), Англия) — английский писатель и поэт, участник Первой мировой войны.

## Ранние годы
Зигфрид Сассун родился и вырос в небольшом городке Мэнфилд в графстве Кент. Будущий поэт был назван в честь героя оперы Вагнера, чье творчество любила его мать. Второе имя, Лорейн, он получил по фамилии священника, близкого его матери. Отец Зигфрида, Альфред Эзра Сассун (1861—1895), происходил из богатой буржуазной семьи Сассун осевших в Индии багдадских евреев. Он был сыном банкира Сассуна Давида Сассуна (1832—1867) и внуком Давида Сассуна (1792—1864), покинувшего Багдад (где служил городским казначеем) и основавшего ветвь династии Сассун в Бомбее, где он возглавлял местную еврейскую общину. Из-за женитьбы на католичке Альфред был лишён наследства. Мать Зигфрида, Тереза (1853—1947), принадлежала к семье скульпторов Торникрофт. У Зигфрида было два брата — старший Майкл и младший Амо.

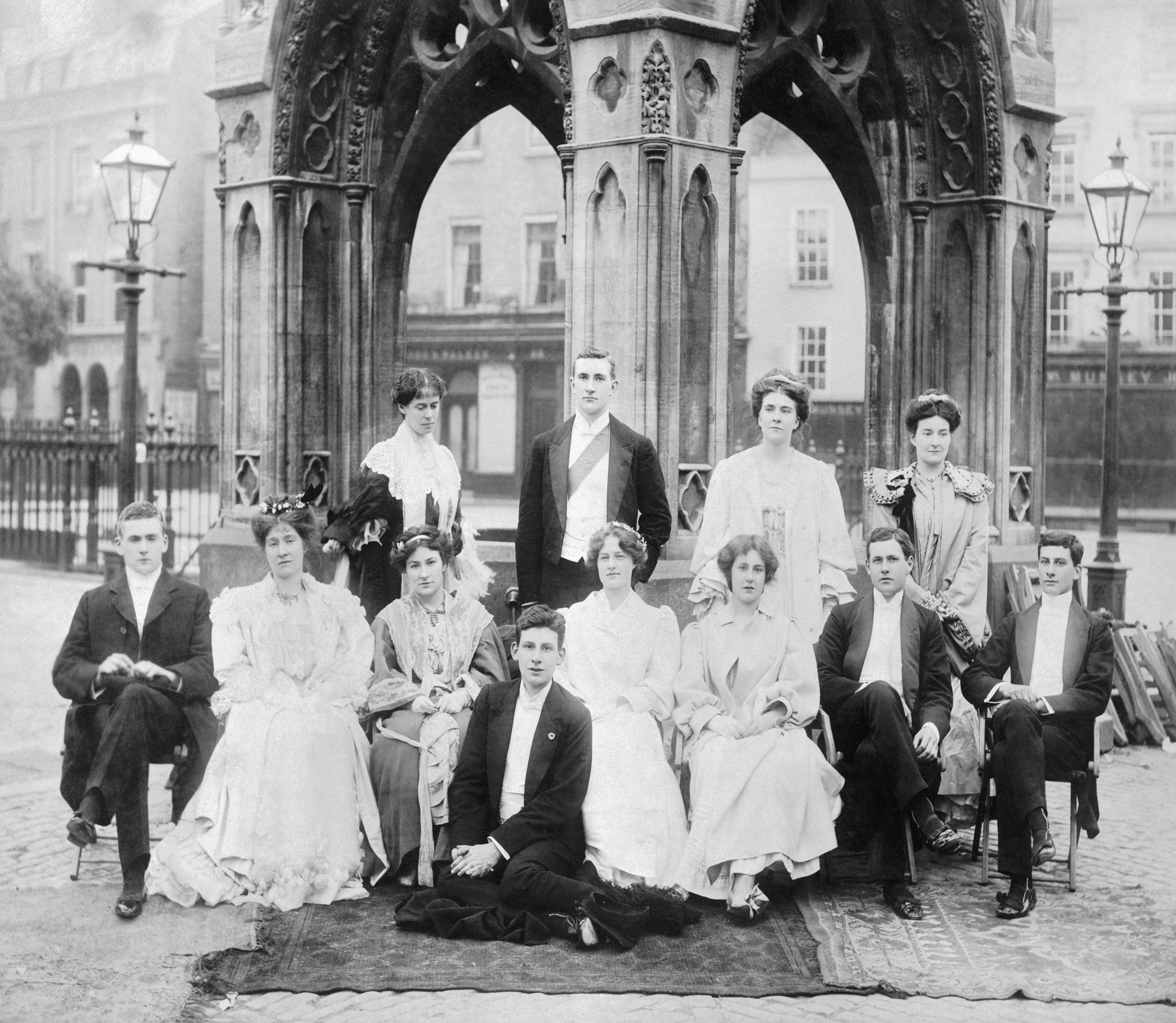
Зигфрид, его брат Амо и другие студенты Кембриджа на утро после Майского бала, 1915 год

Зигфрид общался только с семьей со стороны матери, родственники же отца отреклись от своего сына-отступника. Только сестра Альфреда, крупная журналистка Рейчел Бир, также вступившая в неугодный брак, навещала их в Мэнфилде. Зигфрид был любимым племянником миссис Бир и после её смерти получил щедрое наследство. Когда ему было четыре года, его родители разошлись. Его отец умер в 1895 году.
Тереза считала сыновей неуправляемыми и опасалась отправлять их в школу. Зигфрид и его братья сменили несколько учителей и гувернанток, прежде чем он наконец пошёл в школу в 1900 году. Сассун получил образование в Мальборо-колледже и в Клэр-колледже (Кембриджский университет), где с 1905 по 1907 год изучал историю. Он покинул Кембридж, не получив диплома, и провёл следующие несколько лет за охотой, игрой в крикет и написанием стихов. Первый успех пришёл к нему после публикации в 1913 году «The Daffodil Murderer», пародии на поэму «Вечное милосердие» Джона Мэйсфилда.

## Военная служба
Сассун вступил в британскую армию тогда, когда угроза мировой войны стала очевидна. В день объявления Великобританией войны (4 августа 1914) он был на службе в Сассекском йоменском полку. Сассун серьёзно сломал руку при верховой езде ещё до отъезда из Англии и провёл весну 1915 года, восстанавливаясь. Он был принят в качестве второго лейтенанта в 3-й батальон (Специальный резервный) Королевских уэльских фузилёров 29 мая 1915 года. 1 ноября его младший брат Амо был убит в Дарданелльской операции. В том же месяце полк Сассуна был переброшен во Францию. Там он встретил Роберта Грейвса, который разделял его интерес к поэзии. Они стали близкими друзьями, часто читали и обсуждали стихи друг друга.
Во время службы на Западном фронте Сассун был известен своей исключительной смелостью. Товарищи прозвали его Сумасшедший Джек за геройство на грани самоубийства. Роберт Грейвс вспоминал, как однажды в дневное время Сассун с раненой рукой вдруг побежал под перекрёстным огнём с гранатой в здоровой руке и захватил немецкую траншею. Его поступок однако был в конечном счете бессмысленным, так как вместо того чтобы подать сигнал для подкрепления, он сел и начал читать книгу стихов, которую имел при себе. О своём возвращении он даже не сообщил.

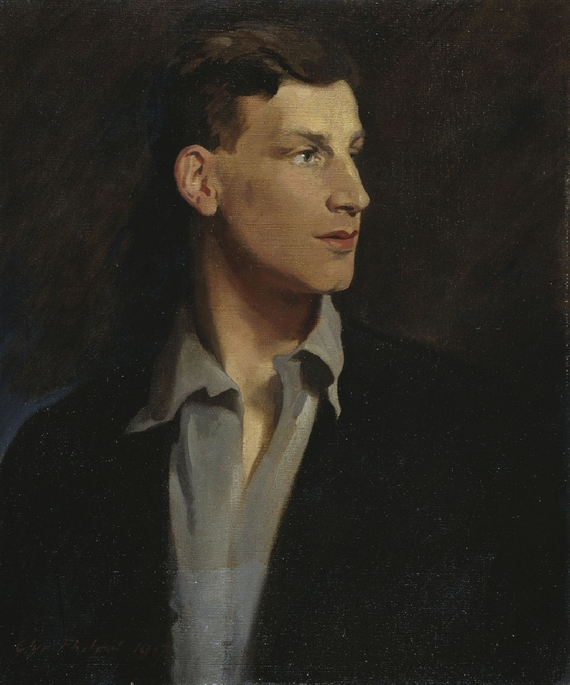
Портрет Зигфрида Сассуна кисти Глина Уоррена Филпота, 1917 год

27 июля 1916 года Зигфрид Сассун был награждён Военным крестом. Заметка о награждении гласила: «За выдающееся мужество во время налета на окопы противника. В течение полутора часов под обстрелом винтовок и бомб он выносил раненых. Благодаря его мужеству и решимости все убитые и раненые были доставлены к нам.»
Несмотря на репутацию смельчака и полученный орден, неприятие поэтом войны усиливалось. Очередным ударом стала в 1917 году смерть его друга Дэвида Катберта Томаса, от потери которого он долго не мог оправиться. По окончании отпуска, выделенного для выздоровления, Сассун отказался вернуться в строй. Вместо этого, поощряемый друзьями-пацифистами Бертраном Расселом и леди Оттолайн Моррелл, он написал письмо под названием «С войной покончено: Декларация солдата». Появившееся в прессе и зачитанное в парламенте, письмо было воспринято некоторыми как измена («Я делаю это заявление как акт преднамеренного вызова военной власти») или в лучшем случае осуждение мотивов ведения войны («Я считаю, что война, на которую я пошел, чтобы обороняться, стала войной завоевательной»). Сассун понимал серьёзность своего поступка и был готов предстать перед трибуналом. Однако чтобы замять дело, у поэта диагностировали военный невроз, и он был отправлен в военный госпиталь в Крейглокхарте близ Эдинбурга. Лечащим врачом Сассуна стал психиатр Уильям Риверс, с которым у поэта сложились дружеские отношения.
В Крейглокхарте Зигфрид встретил молодого поэта Уилфреда Оуэна. Сассун поддерживал амбиции Оуэна в развитии таланта последнего. Рукописная копия «Гимна обречённой молодежи» Оуэна, содержащая рукописные поправки Сассуна, является свидетельством его влияния на младшего товарища и в настоящее время экспонируется в Имперском военном музее Лондона. Уцелевшие документы наглядно демонстрируют глубину восхищения Оуэна Сассуном.
Оба вернулись на службу во Францию, но Оуэн был убит в 1918 году. Сассун был произведён в лейтенанты, и, проведя некоторое время в спокойной Палестине, в конце концов вернулся на фронт. Почти сразу он был снова ранен, получив выстрел в голову от британского солдата, принявшего его за врага. В результате он провёл остаток войны в Великобритании. К тому времени его повысили до звания капитана. Он был освобождён от военной повинности по состоянию здоровья 12 марта 1919 года. После войны Сассун приложил усилия для доведения творчества Оуэна до широкой аудитории.

## После войны
После войны поселился в Лондоне и на некоторое время увлёкся политикой, поддерживая рабочее движение. Oн занял должность литературного редактора социалистической газеты Daily Herald. За время работы в Herald Сассун привлёк к сотрудничеству таких выдающихся авторов как Э. М. Форстер, Шарлотта Мью, Арнольд Беннет и Осберт Ситвелл.
Его художественные интересы распространялись и на музыку. В Оксфорде он познакомился с молодым Уильямом Уолтоном, будущим композитором, которому стал другом и покровителем. Уолтон позже посвятил Сассуну увертюру «Портсмут Пойнт» в знак признания его финансовой помощи и моральной поддержки.
В 1919 году поэту поступило предложение прочитать курс лекций в Америке, и он путешествовал по стране с января по август следующего года. В Америке не все складывалось гладко, из двадцати пяти запланированных лекций его пригласили только на две и Сассун получил только малую часть обещанного гонорара. Тем не менее поэт получил возможность представить себя поэтическим и интеллектуальным кругам, давал многочисленные интервью. Сассун завел в Америке новые знакомства, в том числе с Самюэлем Бергманом и публицистом Беном Хюбшом, контакт с которыми поддерживал и после.
Затем он некоторое время путешествовал по Европе и Великобритании. Он получил автомобиль в подарок от издателя Фрэнка Шустера и стал известен среди своих друзей отсутствием водительских навыков. По словам Сассуна, даже такой бесстрашный человек как Т. Э. Лоуренс, был в ужасе от его вождения после пяти минут на пассажирском сиденье.
В 1951 году Зигфрид Сассун был произведён в командоры Ордена Британской империи.

## Личная жизнь

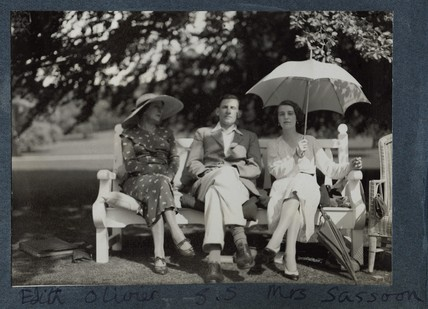
Эдит Оливье, Зигфрид Сассун и его жена Эстер Гатти

До вступления в брак имел многочисленные дружеские и гомосексуальные связи с представителями элиты и кругов искусства, среди которых были актёры Айвор Новелло и Глен Байем Шоу, аристократы Филипп Гессен-Румпенхаймский и Стивен Теннант, писатель Беверли Николс. В 1933 году Сассун женился на Эстер Гатти. Невеста была намного моложе его. В 1936 году у них родился сын Джордж (1936—2006), ставший впоследствии известным учёным. В 1945 году развёлся с женой и жил в уединении.
В конце жизни обратился в католицизм.

## Творчество
Зигфрид Сассун с ранних лет проявил способности к поэзии. Он заполнял тетради стихами и иллюстрациями к ним. В них появлялись принцы и принцессы, привидения, пейзажи Кента, растения и животные. Запись в одной из тетрадей, названной «Законченное издание», гласила: «Маме от Зигфрида, 1896». Тереза переложила на музыку один из коротких стихов, «К дикой розе», и кузина Зигфрида, Мэри, исполнила его перед гостями. На Рождество 1899 года очередная тетрадь, «Красная книга стихов», стала подарком мальчика для его дяди Амо Торникрофта.
Попав на фронт, Зигфрид Сассун вскоре осознал весь ужас реалий войны, и настроение его стихов полностью изменилось. В его ранних стихах чувствуется налет романтики и слащавости, тогда как военная поэзия становится все более противоречивой. В своих стихах Сассун передавал страшную истину жизни в окопах, желая разбудить аудиторию, до сих пор убаюканную патриотической пропагандой. Такие неблагозвучные темы, как гниющие трупы, искалеченные конечности, грязь, трусость и самоубийства были повторяющимися мотивами его творчества в то время. Неприкрытый реализм его стихов оказал значительное влияние на развитие модернистской поэзии.

## Избранная библиография
Первым переводчиком стихов Зигфрида Сассуна на русский язык был Михаил Зенкевич.
- «Старый охотник» (1917)
- «Контратака» (1918)
- «Военные стихи» (1919)
- «Сатирические стихи» (1926)
- «Воспоминания охотника на лисиц» (1928)
- «Воспоминания пехотного офицера» (1930)
- «Дорога к краху» (1933)
- «Путь Шерстона» (1936)
- «Прошедший век» (1938)
- «Просторы юности» (1942)
- «Путешествие Зигфрида» (1945)
- «Мередит» (1948) — биография Джорджа Мередита